# 이종화 (배우)
이종화(1994년 2월 15일 ~ )는 대한민국의 전직 가수이자 현직 배우이다. 보이그룹 매드타운 출신으로 가수 활동 당시 예명은 조타였다.

## 학력
- 신재초등학교
- 경북체육중학교
- 동지고등학교

## 출연 작품

### 드라마
- 2016년 MBC 수목드라마 《역도요정 김복주》 - 최태훈 역
- 2019년 tvN 수목드라마 《진심이 닿다》 - 인턴 이종화 역
- 2019년 OCN 수목드라마 《달리는 조사관》 - 이성우 소위 역

### 영화
- 2023년 《카운트》 - 가오 역

## 그 외 활동

### 예능
- 《출발드림팀 시즌2》 (KBS2, 2015)
- 《정글의 법칙 in 통가》 (SBS, 2016)
- 《우리동네 예체능》 (KBS2, 2016)
- 《우리 결혼했어요》 (MBC, 2016)
- 《수요미식회》 (tvN, 2016)
- 《진짜 사나이》 (MBC, 2016)
- 《미스터리 음악쇼 복면가왕》 (MBC, 2016) 뇌섹남 허수아비
- 《아이돌 연기 대결 내가 배우다》(K-STAR, 2017)